# Gliese 569
Gliese 569 är en trippelstjärna i den södra delen av stjärnbilden Björnvaktaren. Den har en  skenbar magnitud av ca 9,12 och kräver åtminstone ett mindre teleskop för att kunna observeras. Baserat på parallax enligt Gaia Data Release 3 på ca 100,5 mas, beräknas den befinna sig på ett avstånd på ca 32,5 ljusår (ca 9,9 parsek) från solen. Den rör sig närmare solen med en heliocentrisk radialhastighet på ca -8 km/s.

## Egenskaper
Primärstjärnan Gliese 569 A är en röd till orange stjärna i huvudserien av spektralklass M2 Ve. 
Den har en massa som är ca 0,48 solmassa, en radie som är ca 0,43 solradie och har ca 0,02 gånger solens utstrålning av energi från dess fotosfär vid en effektiv temperatur av ca 4 000 K.
Gliese 569 är en trippelstjärna där primärstjärnan Gliese 569 A kretsar kring den 3,7 stjärnmagnituder ljussvagare följeslagaren Gliese 659 B med en projicerad separation på 5,92 bågsekunder, upptäckt 1988.  Stjärnan Gliese 569 B (BD+16 2708B) är i sig en snäv dubbelstjärna bestående av två bruna dvärgar av speltraltyp M8.5 + M9 med en omloppsperiod av 2,4 år och en liten (0,538 ± 0,048) magnitudskillnad mellan komponenterna med en kombinerad skenbar magnitud av 15,324711. Omloppsplanet för dubbelstjärnan Gliese 569 Ba och Gliese 569 Bb förväntas precessera med tidsskalor på cirka 100 tusen år på grund av gravitationspåverkan av GJ 569 A.

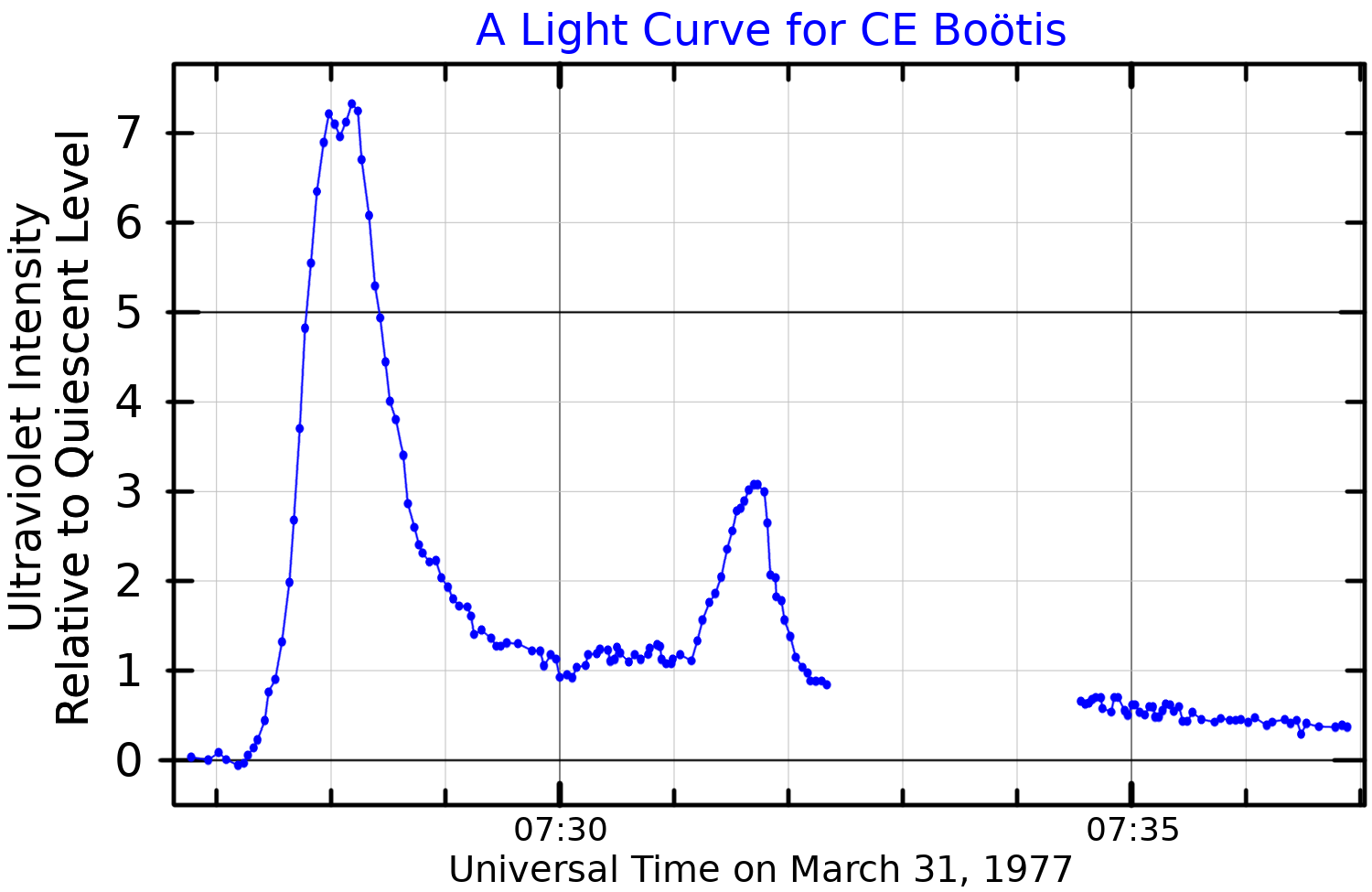
Ljuskurva i UV-bandet för en flare på Gliese 569, enligt Hansen och Veeder (1977).

Gliese 569 A är en flarestjärna. Karaktären hos den bruna dvärgdubbelstjärnan Gliese 569 B är mycket osäker, och man misstänkte till och med att Gliese 569 Ba i sig kan vara antingen en stjärna med låg massa eller ett dubbelstjärna. Båda bruna dvärgarna är svagt variabla, troligen på grund av stjärnfläcksaktivitet.